# Larry Mitchell (Eishockeyspieler)
Larry Mitchell (* 2. Juni 1967 in Zweibrücken) ist ein ehemaliger deutsch-kanadischer Eishockeyspieler und -trainer sowie derzeitiger -funktionär, der während seiner Karriere unter anderem für den EC Bad Nauheim, die Krefeld Pinguine und für den ESC Wedemark spielte. Von November 2022 bis März 2024 war er Sportdirektor des EHC Kloten. Zwischen März 2017 und April 2022 übte er diese Tätigkeit beim ERC Ingolstadt aus. Als Trainer war Mitchell in Landsberg, Augsburg und Straubing sowie zeitweise auch in Kloten beschäftigt.

## Karriere

### Als Spieler
Mitchell begann seine Karriere 1986 in der kanadischen Juniorenliga Ontario Hockey League bei den Cornwall Royals. Dort gehörte er bereits in seiner ersten Spielzeit zu den punktbesten Spielern der Mannschaft. In den 71 Spielen, die er absolvierte, er erzielte 87 Scorerpunkte In der nächsten Saison konnte er seine Punkteausbeute steigern. So kam er 77 Spielen zum Einsatz und erzielte dabei 135 Punkte. Im Jahr 1990 stand Mitchell im Kader des EC Peiting, mit dem er fortan in der Oberliga Süd spielte.
Nach einem kurzen Intermezzo beim Grefrather EC kehrte er zur Saison 1992/93 zum EC Peiting zurück, der mittlerweile in der Regionalliga Süd vertreten war. Für die Peitinger absolvierte er allerdings nur ein Spiel und verließ den Verein wieder. Daraufhin unterschrieb er einen Vertrag beim EA Kempten. Dort entwickelte sich der damals 25-Jährige zu einem der Leistungsträger und gehörte dem Stammkader an. In insgesamt 22 Oberliga-Partien konnte er 59 Scorerpunkte erzielen.
In den folgenden Jahren wechselte Mitchell mehrmals den Verein. Karrierestationen waren unter anderem der EA Schongau, erneut der EC Peiting, der EHC Salzgitter sowie der ESC Wedemark. Beim ESC Wedemark erreichte er seinen Karrierehöhepunkt. Er trug letzten Endes 39 Mal das Trikot des ESC und konnte dabei 124 Punkte erzielen. Somit gehörte er zu den besten Scorern im Team des damaligen Zweitligisten. Zum Ende der Saison 1995/96 verpflichteten ihn die Verantwortlichen der Krefeld Pinguine. Mitchell absolvierte somit sein erstes DEL-Spiel. Anschließend ging er zwei Mal für den Ligakonkurrenten EC Hannover aufs Eis, ehe er im Sommer 1996 einen Kontrakt bei den Wedemark Scorpions unterschrieb, bei denen er bereits ein Jahr zuvor aktiv war.
Bei den Scorpions stand er allerdings nur wenige Monate unter Vertrag und schloss sich nach weiteren elf DEL-Partien dem EC Bad Nauheim an, der damals in der 1. Liga Nord, beziehungsweise ab 1998 in der Bundesliga spielte. In Bad Nauheim spielte er vier Jahre lang und wechselte 2000 zum SC Bietigheim-Bissingen. Nach einem weiteren Engagement beim EV Duisburg beendete er seine Eishockeykarriere zum Ende der Saison 2000/01 im Alter von 34 Jahren bei den Bayreuth Tigers in der Oberliga. Anschließend ging er nach Kanada zurück und versuchte vergeblich, in der NHL als Talentsichter unterzukommen. Mitchell arbeitete dann zunächst außerhalb des Eishockeysports als Verkaufsleiter.

### Als Trainer und Funktionär
Zur Saison 2005/06 unterschrieb Larry Mitchell seien ersten Trainervertrag beim Oberligisten EV Landsberg. Mitchell feierte in seiner ersten Saison den Meistertitel und führte den EVL in die 2. Bundesliga. Mitchell gilt als Talenteentdecker, er formte Spieler wie Adam Mitchell, Jordan Webb, Andrew McPherson und Dennis Endras, die alle über die unteren Ligen in die DEL gelangten. Mitchell blieb beim EV Landsberg bis Dezember 2007, als der Verein in finanzielle Schwierigkeiten geriet.
Am 13. Dezember 2007 unterzeichnete Larry Mitchell einen Vertrag bei den Augsburger Panther. Der gebürtige Kanadier löste damit Paulin Bordeleau als Cheftrainer ab. In der DEL-Saison 2009/10 feierte Mitchell seinen bisher größten Erfolg, indem er das Team der Augsburger Panther zum deutschen Vizemeistertitel führte.
Am 1. Dezember 2014 wurde Larry Mitchell von den Augsburger Panthern freigestellt. Am 6. Dezember 2014 gaben die Straubing Tigers bekannt, dass er der neue Cheftrainer der Straubinger ist. Er blieb bis zum Ende der Saison 2016/17 im Amt. Die Trennung von den Straubingern erfolgte „einvernehmlich“.
Er blieb in der DEL und übernahm Ende März 2017 das Amt des Sportdirektors beim ERC Ingolstadt. Nach der Entlassung von Tommy Samuelsson im November 2017 fungierte Mitchell bis zur Einstellung von Doug Shedden kurz vor Weihnachten 2017 übergangsweise auch als ERC-Cheftrainer, ehe er sich wieder voll und ganz auf seinen Direktorenposten konzentrierte. 2022 endete sein Engagement beim ERC.
Am 1. November 2022 begann er seine Arbeit als Sportdirektor des EHC Kloten. Nach der Entlassung von Cheftrainer Gerry Fleming am 19. November 2023 wurde er zum Interimstrainer der Flughafenstädter ernannt. Dieses Amt hatte er bis Ende Januar 2024 inne, ehe der Italiener Stefan Mair zum Cheftrainer der Klotener ernannt wurde. Ende Dezember 2023 war Mitchell Assistenztrainer der kanadischen Auswahl beim Spengler-Cup in Davos. Mitchell und der EHC Kloten trennten sich Ende März 2024.
Zur Saison 2024/25 wurde er von den Augsburger Panthern aus der DEL als Sportdirektor verpflichtet. Nach der Entlassung von Trainer Ted Dent übernahm er am 27. November 2024 interimsmäßig auch das Traineramt.

## Persönliches
Mitchells Vater war Soldat der kanadischen Armee und zeitweilig in Deutschland stationiert. In dieser Zeit kam Mitchell in Zweibrücken zur Welt.